# Susana Freydoz
Susana Graciela Freydoz (n. 18 de abril de 1951) es una nutricionista argentina, conocida por haber sido la esposa del gobernador de la provincia de Río Negro, Carlos Ernesto Soria, a quien asesinó en la madrugada del 1 de enero de 2012. Soria fue asesinado de un disparo en el rostro solo a 21 días de haber asumido la gobernación, en consecuencia el 3 de enero de 2012, Alberto Weretilneck asumió este puesto, tal como establece la Constitución Provincial en caso de que un gobernador muera en su cargo.
El 20 de noviembre de ese mismo año, Freydoz fue condenada a 18 años de prisión por homicidio agravado por el vínculo con el agravante del uso de un arma de fuego. A los seis meses intentó suicidarse. Desde el 13 de enero de 2021 cumple su condena en forma domiciliaria.

## Hechos
Carlos Ernesto Soria, gobernador de la provincia de Río Negro y su esposa Susana Freydoz ya llevaban 35 años juntos, y tenían 4 hijos, pero según establecen investigadores Freydoz había empezado a tener "celos enfermizos" a partir del 22 de diciembre de 2011, cuando Soria olvidó eliminar un mensaje de texto que había enviado él. El destinatario era "Paula", después se la identificó y se descubrió que se trataba de una kinesióloga de 36 años y el mensaje decía: “A pesar de todo te extraño”. Ese fue el desencadenante de los problemas del matrimonio, a partir de eso Freydoz miraba los mensajes de texto del celular de su marido y anotaba las últimas llamadas entrantes y salientes para luego comunicarse con esos números, uno por uno, desde otra línea.
Freydoz, que había descubierto quién era la supuesta amante de su marido, le había pedido a sus amigas que la espiaran, pero como ninguna aceptó fue ella misma a montar guardia en la casa de la mujer para ver si los "descubría juntos". Su amiga, Elena Müller declaró en el juicio que Freydoz le dijo "si los veo juntos los reviento".
En la madrugada del 1 de enero de 2012, unas horas después de celebrar los festejos de año nuevo, aproximadamente a las 4:47 a. m. (hora local), en su chacra de la localidad de Paso Córdoba ubicada en la ciudad de General Roca en la provincia de Río Negro en Argentina, aparentemente hubo un altercado entre el gobernador de la provincia de Río Negro, Carlos Ernesto Soria de 62 años, y su esposa Susana Freydoz de 60 años. Después de lavar los platos y utensilios que usaron para festejar el año nuevo en la cocina-comedor, Freyoz se dirigió a la habitación que ella y el gobernador compartían, y luego de cerrarla de un portazo hubo una fuerte discusión entre ambos, fue ahí cuando ella tomó un revólver calibre 38 marca “Smith & Wesson” y le disparó en el rostro a su marido. El disparo entró por el pómulo izquierdo alojándose en el cerebro. La hija de ambos, María Emilia Soria, oyó el disparo y fue corriendo hasta la habitación. El cuerpo de Soria estaba totalmente desnudo boca arriba en la cama sangrando por el rostro. El novio de María Emilia, Mariano Valentín que se encontraba durmiendo en una habitación, se despertó por los gritos de su novia y fue corriendo también hacia la habitación donde vio lo sucedido. Él y su novia sacaron del cuarto a Freydoz con temor a que tomara el arma que estaba en la escena e "hiciera algo más". Los cuatro eran los únicos que se encontraban en la casa en ese momento. Fue Valentín el yerno quien llamó a una ambulancia, la cual trasladó con vida a Soria, pero murió poco después en el hospital.
"No quise matarlo" fue lo único que llegó a decir Freydoz después de que la policía arribara. En el lugar se recuperó el arma empleada en el asesinato, la cual era propiedad de su marido. También empezaron a llegar al lugar gente como el vicegobernador Alberto Weretilneck y miembros del gabinete, además de las principales autoridades policiales de General Roca, el juez de turno Emilio Stadler y el fiscal Miguel Fernández Jahde.[cita requerida]

## Reacciones
El magnicidio conmocionó a todo el país, y debido a la repentina muerte de Carlos Ernesto Soria, el 3 de enero de 2012 Alberto Weretilneck asumió la gobernación, tal como establece la Constitución Provincial en caso de que un gobernador muera en su cargo.

## Condena
La fiscal solicitó que Freydoz sea condenada a cadena perpetua y esté alojada en una cárcel común. Pero el 20 de noviembre de 2012, Freydoz fue condenada a 18 años de prisión por homicidio calificado, agravado por el vínculo y por el uso de un arma de fuego.